# أليستير كامبل (أكاديمي)
أليستير كامبل (بالإنجليزية: Alistair Campbell)‏ هو أكاديمي أمريكي، ولد في 12 ديسمبر 1907، وتوفي في 5 فبراير 1974.